# Andreas Hofer
Andreas Hofer (St. Leonhard in Passeier, 22 de novembro de 1767 – Mântua, 20 de fevereiro de 1810) foi um patriota austríaco.
Filho de Josek Hofer e Maria Aigentler, Andreas era o único filho homem e o mais novo de uma família de seis filhos. Quando tinha apenas três anos, faleceu sua mãe e, com seis anos, faleceu também seu pai. O jovem foi criado por sua irmã mais velha, Anna Hofer, e pelo cunhado Josef Grüner.
Após concluir os estudos primários (obrigatórios na Áustria desde o reinado de Maria Teresa), Andreas Hofer foi enviado pela irmã ao Tirol italiano (atual província de Trento), onde aprendeu a língua italiana e o ofício de taberneiro. Após esse período, retornou para a propriedade familiar, onde seguiu a profissão do pai e do avô.
Seu alistamento no corpo voluntário de atiradores (Schützen) seria posteriormente um "divisor de águas" em sua vida. Em poucos anos, tornou-se comandante e chegou a defender o Tirol das primeiras tropas francesas.
Católico fervoroso e dotado de liderança, Andreas Hofer tornou-se um herói da resistência tirolesa e austríaca contra  Napoleão.
Em 1802, as tropas francesas de Napoleão Bonaparte invadem o Império Austríaco, obrigando o imperador Francisco I a abdicar da coroa do Sacro Império Romano-Germânico. O Tirol é invadido através da região trentina e, posteriormente, pelo norte, através da Baviera (aliada de Napoleão). A fortificada Trento não resiste e é invadida e seu príncipe bispo, Pietro Virgilio Thun, foge para o exílio.

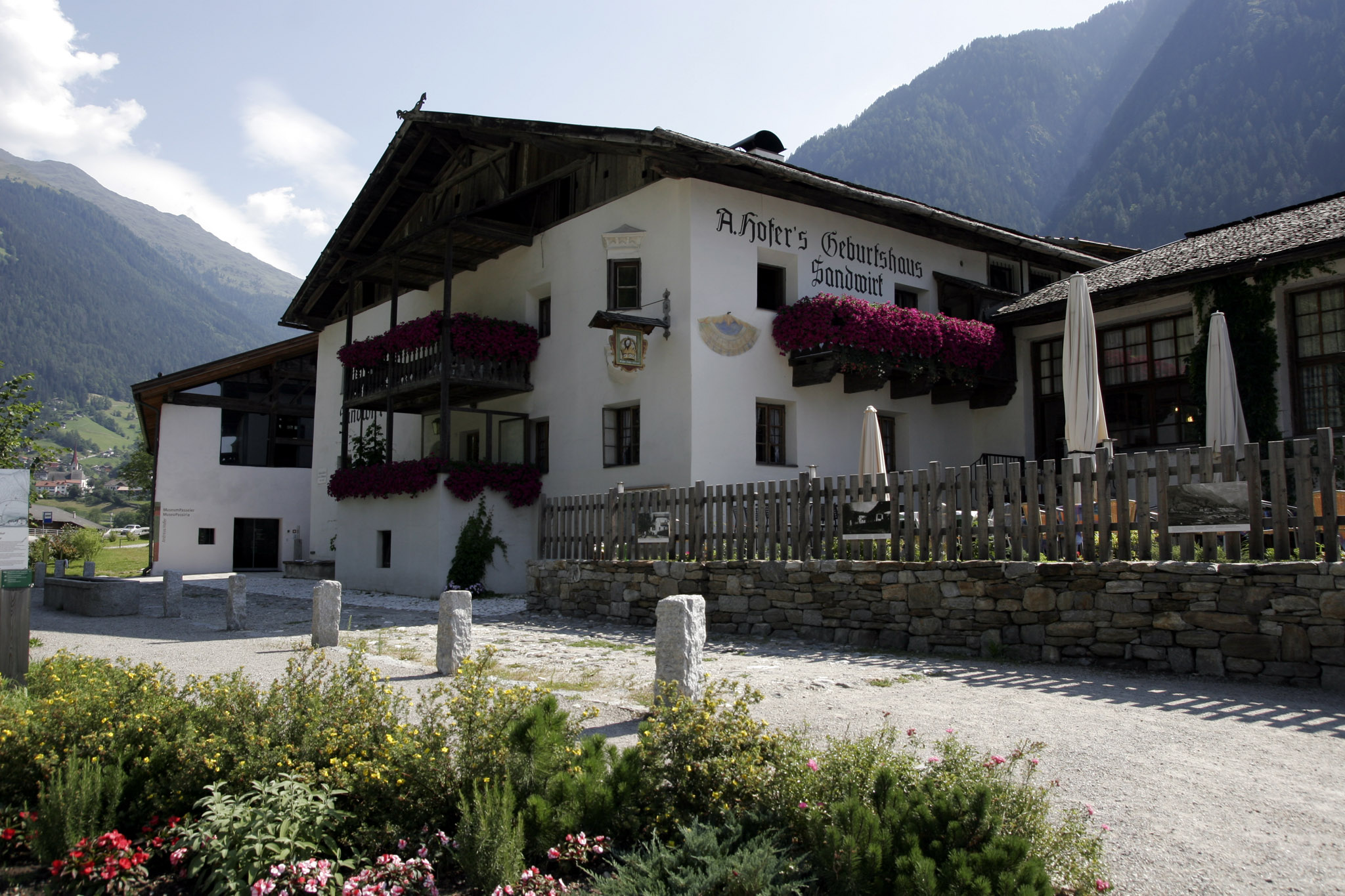
A casa de Andreas Hofer em Sankt Leonhard, onde nasceu e viveu

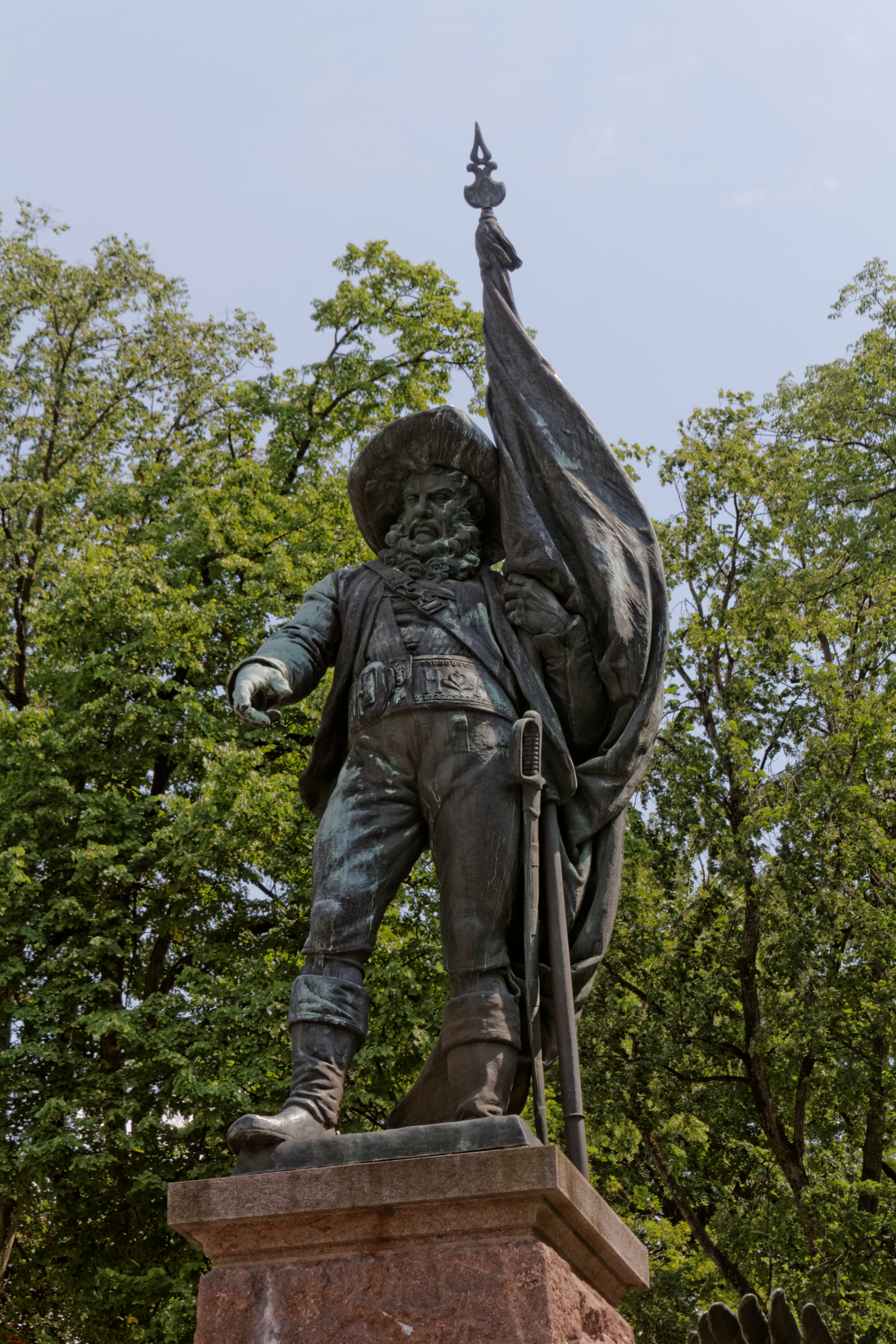
Monumento Andreas Hofer em Bergisel, Innsbruck

As novas ideias advindas do iluminismo francês descontentaram a população tirolesa, que pegou em armas para combater as tropas napoleônicas formadas por franceses, alemães (bávaros e saxões) e italianos. Após a invasão de sua propriedade por soldados bávaros, Andreas Hofer organizou seu próprio grupo de atiradores voluntários, que posteriormente se juntou aos vários já formados em todo o Tirol. Essas pequenas guerrilhas locais se uniram a partir de 1807, tendo Hofer como um de seus líderes, juntamente com Josef Speckbacher, Peter Mayr, Bernardino Dal Ponte, entre outros.
Andreas Hofer liderou, a partir de 1809, o grande levante popular que, mesmo sem a prometida ajuda do imperador austríaco, por várias vezes defendeu o Tirol do exército napoleônico. Durante a libertação da cidade de Trento, Andreas Hofer foi recebido com júbilo pela população local. Contudo, após a derradeira batalha de Bergisel, nos arredores de Innsbruck (que marcou a queda do "invencível" general francês), os tiroleses perderam batalhas sucessivamente e Hofer foi capturado, sofrendo o fuzilamento em Mântua a pedido pessoal de Napoleão.
O Tirol foi dividido e o território de Trento passou para o controle do Reino napoleônico da Itália, sendo chamado Dipartamento dell'Alto Adige, enquanto a parte norte passou para o controle do Reino da Baviera com o nome de Südbayern (Baviera do Sul). Durante esse período, houve consideráveis modificações no sistema administrativo da cidade de Trento e uma primeira tentativa de italianização dos sobrenomes de origem alemã do Tirol italiano.
Com a queda de Napoleão e o Congresso de Viena, em 1816, o então Condado Principesco do Tirol (Gefürstete Grafschaft Tirol) retornou para o domínio austríaco, ao qual permaneceu unido até o final da Primeira Guerra Mundial (1914 - 1918).